# Joeri Tjoekalov
Joeri Sergejevitsj Tjoekalov (Russisch: Юрий Сергеевич Тюкалов) (Leningrad, 10 juni 1930 – Sint-Petersburg, 19 februari 2018) was een Sovjet roeier. Tjoekalov won de gouden medaille tijdens zijn debuut op de Olympische Zomerspelen 1952 in de skiff. Tjoekalov kon zijn titel niet verdedigen omdat hij tijdens de Sovjetkwalificatie werd verslagen door Vjatsjeslav Ivanov. Tjoekalov nam wel deel aan de Olympische Zomerspelen 1956 in de dubbel-twee met Aleksandr Berkoetov en ze wonnen samen de gouden medaille. Tijdens de Olympische Zomerspelen 1960 nam Tjoekalov wederom samen met Berkoetov deel in de dubbel-twee en ditmaal behaalden ze de zilveren medaille.

## Resultaten
- Olympische Zomerspelen 1952 in Helsinki  in de skiff
- Olympische Zomerspelen 1956 in Melbourne  in de dubbel-twee
- Olympische Zomerspelen 1960 in Rome  in de dubbel-twee

1900: Hermann Barrelet ·
1904: Frank Greer ·
1908: Harry Blackstaffe ·
1912: William Kinnear ·
1920: John B. Kelly, Sr. ·
1924: Jack Beresford ·
1928: Henry Pearce ·
1932: Henry Pearce ·
1936: Gustav Schäfer ·
1948: Mervyn Wood ·
1952: Joeri Tjoekalov ·
1956: Vjatsjeslav Ivanov ·
1960: Vjatsjeslav Ivanov ·
1964: Vjatsjeslav Ivanov ·
1968: Jan Wienese ·
1972: Joeri Malysjev ·
1976: Pertti Karppinen ·
1980: Pertti Karppinen ·
1984: Pertti Karppinen ·
1988: Thomas Lange ·
1992: Thomas Lange ·
1996: Xeno Müller ·
2000: Robert Waddell ·
2004: Olaf Tufte ·
2008: Olaf Tufte ·
2012: Mahe Drysdale ·
2016: Mahe Drysdale ·
2020: Stefanos Douskos ·
2024: Oliver Zeidler
1904: John Mulcahy & William Varley ·
1920: Paul Costello & John B. Kelly, Sr. ·
1924: Paul Costello & John B. Kelly, Sr. ·
1928: Paul Costello & Charles McIlvaine ·
1932: Kenneth Myers & Garrett Gilmore ·
1936: Jack Beresford & Leslie Southwood ·
1948: Richard Burnell & Bert Bushnell ·
1952: Tranquilo Cappozzo & Eduardo Guerrero ·
1956: Aleksandr Berkoetov & Joeri Tjoekalov ·
1960: Václav Kozák & Pavel Schmidt ·
1964: Oleg Tjoerin & Boris Doebrovsky ·
1968: Anatoli Sass & Aleksandr Timosjinin ·
1972: Aleksandr Timosjinin & Gennadi Korsjikov ·
1976: Frank Hansen & Alf Hansen ·
1980: Joachim Dreifke & Klaus Kröppelien ·
1984: Bradley Lewis & Paul Enquist ·
1988: Nico Rienks & Ronald Florijn ·
1992: Stephen Hawkins & Peter Antonie ·
1996: Agostino Abbagnale & Davide Tizzano ·
2000: Luka Špik & Iztok Čop ·
2004: Sébastien Vieilledent & Adrien Hardy ·
2008: David Crawshay & Scott Brennan ·
2012: Nathan Cohen & Joseph Sullivan  ·
2016: Martin Sinković & Valent Sinković ·
2020: Hugo Boucheron & Matthieu Androdias  ·
2024: Andrei Cornea & Marian Enache